# Josia subcuneifera
Josia subcuneifera är en fjärilsart som beskrevs av Paul Dognin 1902. Josia subcuneifera ingår i släktet Josia och familjen tandspinnare. Inga underarter finns listade i Catalogue of Life.